# Constructivisme social
El constructivisme social o socioconstructivisme és una hipòtesi epistemològica segons la qual un subjecte elabora el seu coneixement a partir del que ja sap. Per tant, el constructivisme social parteix del principi que el coneixement no es troba en la ment de les persones com a éssers individuals, la font d'aquest radica en la relació social. Des d'aquest angle el que anomenem coneixement no és el producte de ments individuals, sinó de l'intercanvi social. "El coneixement no és el fruit de la individualitat sinó de la interdependència col·lectiva" (Gergen, 1989). Així, la realitat es construeix a través de la interacció significativa que realitzen els éssers humans i, per això, s'allunya del Positivisme un sistema de filosofia basat en l'experiència i en el coneixement empíric dels fenòmens naturals i que es limita a emprar una metodologia basada en l'observació, l'experimentació, etc.

## Constructivisme social i educació
Si aquest concepte l'extrapola al món de l'educació, es pot dir que l'alumne passa a participar de forma activa i conscient del procés d'aprenentatge. Desapareix el concepte de professor com a ésser omnipotent i passa a ser un mediador, un proporcionador de continguts que vetlla perquè totes les peces del motor del procés lectiu funcionin correctament i crea vincles de relació fluids. Per tant, l'alumne passa a fer un autoaprenentatge.

## Tesi
Per Glaserfeld (1994), els coneixements no es poden transmetre. Qui aprèn unes pautes de comportament o uns continguts alhora els construeix i després es mantenen interioritzats dins seu mentre els siguin viables. És a dir mentre siguin significatius. En definitiva, el que és determinant per als aprenentatges ja no és tant el contingut disciplinari, sinó les situacions en les quals l'alumne pot utilitzar aquest contingut com a “coneixement viable”. Per tant, la naturalesa dels coneixements s'hauria d'abordar des d'una perspectiva socioconstructivista, basada en quatre aspectes clau:
1. Els coneixements es construeixen (i no es transmeten)
2. Són temporalment viables (i no estan definits d'una vegada per totes).
3. Requereixen una pràctica reflexiva (no s'admeten com a tals sense ser qüestionats)
4. Estan situats en contextos i en situacions pertinents en relació amb les pràctiques socials establertes (i no estan descontextualitzats).

A més, del context el terme constructivisme social està fortament connotat per aquesta dimensió socio. És l'embolcall dins del qual l'alumne podrà donar sentit als coneixements que construeix. A través de les interaccions socials, la dimensió socio especifica condicions de construcció i de validació dels coneixements. Perquè hi hagi construcció de coneixements, no n'hi ha prou amb submergir una persona en un context i que aquesta desenvolupi interaccions socials de diversa índole, el procés és més complex. El mateix subjecte que coneix ha d'interactuar amb el medi que l'envolta. El subjecte que coneix construeix nous coneixements fent interactuar els seus coneixements anteriors. Mitjançant aquesta interacció, que ràpidament es converteix en una dialèctica “anterior/nou”. El subjecte que coneix modifica, per tant, els seus coneixements anteriors per adaptar-se al medi que l'envolta i d'aquesta manera poder construir nous coneixements. En definitiva aquesta manera d'actuar es basa en un enfocament constructivista, social i interactiu.